# Mimudea pallidifimbria
Mimudea pallidifimbria là một loài bướm đêm trong họ Crambidae.